# Poluvodič
Poluvodič (engl. semiconductor) je materijal koji ima
električnu vodljivost u sredini između izolatora i
vodiča. Poluvodič postaje izolator na vrlo niskim temperaturama,
a na sobnoj temperaturi postaje električki vodljiv, iako je ta vodljivost znatno manja nego što je vodljivost vodiča. Najčešće korišteni poluvodički materijali su silicij, germanij, galijev arsenid i indijev fosfid.
Poluvodič možemo razlikovati od vodiča zbog činjenice da, na apsolutnoj nuli, najviši popunjeni energetski nivo elektrona kod poluvodiča je potpuno popunjen, dok je kod vodiča samo djelomično popunjen.
Razlika između poluvodiča i izolatora je malo više proizvoljna. Poluvodič ima energetski procjep koji je dovoljno mali tako da je vodljivi pojas na sobnoj temperaturi znatno termički popunjen elektronima, međutim izolator ima energetski procjep koji je preširok da bi broj termičkih elektrona u vodljivom pojasu na sobnoj temperaturi bio mjerljiv. 

## Kako poluvodič radi
Kako bi bilo jasnije djelovanje poluvodiča razmotrit ćemo stakleni spremnik napunjen destiliranom vodom. Ako se par vodljivih elektroda uroni u vodu i ako se na njih spoji istosmjerni napon (niži od napona potrebnog za elektrolizu) neće poteći struja zbog toga što destilirana voda nema nosioca naboja. Stoga je destilirana voda izolator. Rastopimo li u vodi malu količinu kuhinjske soli počinje i teći struja, zbog toga što su oslobođeni pokretni nosioci (ioni). Povećavanjem koncentracije soli povećava se i vodljivost, ali ne značajno. Suhi kristali soli nisu vodljivi zbog toga što su pokretni nosioci naboja zarobljeni u kristalima.
Potpuno čist kristal silicija je izolator, ali kada je onečišćen npr. s arsenom (postupak se naziva dopiranje) ali neznatno onečišćen kako kristalna rešetka ne bi bila potpuno raskinuta, tada nečistoća predaje (donira) slobodne elektrone i omogućava provodljivost. To se događa zbog toga što atomi arsena imaju pet elektrona u svojoj vanjskoj ljusci dok ih atom silicija ima samo četiri. Provodljivost je moguća zato što su uvedeni slobodni nosioci naboja, u ovom slučaju je kreiran silicij n-tipa (n zbog negativno: Elektron ima negativni naboj)
Druga varijanta je da se silicij dopira s borom čime se stvara silicij p-tipa koji je isto vodljiv. Zbog toga što bor u vanjskoj ljusci ima samo tri elektrona nastaje nova vrsta nosioca naboja, zvana šupljina, koja se formira u kristalnoj rešetci silicija.
S druge strane, u vakuumskoj cijevi se nosioci naboja (elektroni) odašilju zbog termičke emisije iz katode zagrijavane žičanom niti. Stoga, vakuumske cijevi ne mogu proizvesti šupljine (pozitivne nosioce naboja).
Zamijetite da nosioci naboja istog polariteta odbijaju jedan drugog pa, i uz nepostojanje nikakve sile, su slučajno raspodijeljeni po poluvodičkom materijalu. Ipak, u nenapajanom bipolarnom tranzistoru (ili spojnoj diodi) nosioci naboja nastoje migrirati ka P-N spoju, zbog privlačne sile koju uzrokuju njihovi suprotni naboji s druge strane spoja.
Povećanjem nivoa dopiranja povećava se i provodljivost poluvodiča, pod uvjetom da kristalna rešetka uglavnom ostane neoštećena. Kod bilpolarnog tranzistora emiter je jače dopiran u odnosu na bazu. Omjer razine dopiranja emiter/baza je jedan od glavnih faktora koji određuju strujno pojačanje spojnog tranzistora.
Nivo dopiranja je ekstremno nizak: reda nekoliko dijelova na sto milijuna, i to je ključ djelovanja poluvodiča. U metalima je broj nosioca ekstremno visok: jedan nosioc naboja po atomu. Kod metala, kako bi se značajan dio volumena materijala pretvorio u izolator, nosioci naboja moraju biti izdvojeni iz metala korištenjem napona. Kod metala je ta vrijednost napona astronomska; više je nego dovoljna da uništi metal prije nego što ga pretvori u izolator. Ali kod slabo dopiranih poluvodiča postoji samo jedan slobodni nosioc naboja na nekoliko milijuna atoma. Naponski nivo potreban za izdvajanje svega nekoliko nosioca naboja iz promatranog volumena materijala se može jednostavno postići. S druge strane, elektricitet u metalima je nestlačiv, kao fluid, dok se kod poluvodiča ponaša kao stlačeni plin. Dopirani poluvodiči se mogu vrlo brzo pretvoriti u izolatore, dok se metali nikako ne mogu.
Prethodno je objašnjeno vođenje naboja kod poluvodiča pomoću nosioca naboja, bilo elektrona bilo šupljina, ali je bit djelovanja bipolarnog tranzistora da elektroni/šupljine naizgled stvaraju zabranjeni skok kroz osiromašeni sloj u reverzno polariziranom spoju baza/kolektor koji je kontroliran naponom baza/emiter. Iako se tranzistor nekome može činiti kao dvije spojene diode, bipolarni tranzistor se ne može jednostavno napraviti kao spoj dviju diskretnih vodljivih dioda spojenih zajedno. Za dobivanje djelovanja bipolarnog tranzistora potrebno je da se 'dvije diode' proizvedu na istom kristalu, i da fizički dijele zajedničko i ekstremno tanko područje baze.

## Temelji fizike poluvodiča

### Valentni pojasevi poluvodiča
U jeziku fizike poluvodiča, poluvodiči (i izolatori) se definiraju kao tijela kod kojih na apsolutnoj nuli (0 K), najgornji je pojas zauzet stanjima energija elektrona, pojas je poznat kao valentni pojas, i potpuno je pun. Pod uvjetima apsolutne nule, Fermijevu energiju, ili Fermijev nivo možemo zamisliti kao energiju do koje su zauzeta sva dozvoljena stanja elektrona.
Na sobnoj temperaturi, postoji određeno razmazivanje distribucije energija elektrona, vrlo mali,  ali nezanemariv broj elektrona ima dovoljnu energiju da prijeđe zabranjeni pojas i uđe u vodljivi pojas. Elektroni koji imaju dovoljno energije da budu u vodljivom pojasu su oslobođeni kovalentne veze između susjednih atoma unutar tijela, i slobodno se mogu micati unutar tijela materijala, i isto tako provoditi naboj. Kovalentne veze iz kojih dolaze ti uzbuđeni elektroni sada imaju manjak eletrona, ili šupljina koje se isto tako mogu micati naokolo. (Šupljina se kao takva ustvari ne miče, ali se susjedni elektron može micati tako da popuni šupljinu, ostavljajući pritom slobodnu šupljinu na mjestu s kojeg se pomaknuo, i na taj se način stječe dojam da se šupljine miču.)  
Važna razlika između vodiča i poluvodiča je da kod poluvodiča pomicanje naboja (struja) omogućeno pomicanjem i elektrona i šupljina. U suprotnosti s tim kod vodiča Fermijev nivo leži između vodljivog pojasa, pa je takav pojas samo do pola popunjen elektronima. U tom slučaju, elektronima je potrebna je samo mala količina energije da nađu drugo nezauzeto stanje u koje će se pomaknuti, ustvari za stvaranje toka struje.
Lakoća kojom elektroni u poluvodiču mogu biti premješteni iz valentnog u vodljivi pojas ovisi o razmaku između tih pojaseva, isto je tako veličina energije između vodljivog i valentnog pojasa ta koja služi kao  proizvoljna granica koja odvaja poluvodiče od izolatora. Materijali koji imaju energiju zabranjenog pojasa (pojasa između valentnog i vodljivog pojasa) ispod približno 3 elektronvolt (eV) se uglavnom smatraju poluvodičima, dok se oni s većim energijama zabranjenog pojasa smatraju izolatorima.
Elektroni koji prenosnici naboja u vodljivom pojasu su poznati kao slobodni elektroni, iako se često jednostavno nazivaju elektroni ako kontekst dopušta takvu jasnu upotrebu. Šupljine u valentnom pojasu se ponašaju vrlo slično kao pozitivno nabijene kopije elektrona, i one se obično tretiraju kao stvarno nabijene čestice.

### Parovi elektron-šupljine
Ionizirajuće zračenje koje udara u poluvodič vrlo često izbacuje elektron iz njegovog energetskog nivoa i kao posljedicu ostavlja šupljinu. Takav proces je poznat kao stvaranje para elektron šupljine. Korisni pojam je eksciton koji opisuje elektron i šupljinu kao zajedno vezane u kvazičesticu. Detalji ovog specifičnog procesa kod kojeg se stvara par elektron-šupljina nije još dovoljno dobro poznat, ipak, poznato je da je prosječna energija potrebna za stvaranje para elektron-šupljina na zadanoj temperaturi ovisna o vrsti i energiji ionizirajućeg zračenja. Kod silicija, ta je energija jednaka 3.62 eV na sobnoj temperaturi i 3.72 eV na 80 K.

## Dopiranje poluvodiča
Jedan od glavnih razloga zbog kojih su poluvodiči korisni u elektronici je taj da se njihova elektronička svojstva jako dobro mogu mijenjati u kontroliranom smjeru dodavanjem male količine nečistoća. Te se nečistoće nazivaju dopandi. Jako dopiranje poluvodiča može povećati njegovu vodljivost za faktor veći od bilijun. U modernim integriranim krugovima, na primjer, jako dopirani polikristal silicija se često koristi kao zamjena za metale.

### Intrinsični i ekstrinsični poluvodiči
Intrinsični poluvodič je poluvodič koji je dovoljno čist da preostale nečistoće neznatno utječu na električna svojstva. U tom slučaju, svi nosioci su stvoreni termalnom ili optičkom uzbudom elektrona iz popunjenog valentnog pojasa u prazni vodljivi pojas. U intrinsičnom poluvodiču je prisutan jednak broj elektrona i šupljina. U električnom polju elektroni i šupljine teku u suprotnim smjerovima, premda oni doprinose struji u istom smjeru jer su suprotno nabijeni. Kod intrinsičnog poluvodiča struja šupljina i struja elektrona nisu nužno jednake, zbog toga što elektroni i šupljine imaju različite efektivne mase (u kristalima, analogija sa slobodnim inercijskim masama).
Koncentracija nosioca u intrinsičnom poluvodiču je jako ovisna o temperaturi. Na niskim temperaturama, valentni pojas je potpuno popunjen, čineći metarijal izolatorom. Povećanje temperature dovodi do povećanja broja nosioca što prati povećanje vodljivosti. Ovo se svojsto koristi kod termistora. Ovo je ponašanje u potpunoj suprotnosti u odnosu na većinu metala, koji imaju sve manju vodljivost na sve većim temperaturama sve do temperature raspršenja (na kojoj metal postaje plazma).
Ekstrinsični poluvodič je poluvodič koji je dopiran s nečistoćama kako bi se modificirao broj i tip prisutnih slobodnih nosioca naboja.
Poluvodič koji je dopiran vrlo velikim razinama nečistoća, pri čemu razina nečistoća predstavlja značajan dio poluvodičkih atoma, naziva se degeneracija. Degenerirani poluvodič se ponaša slično kao vodič, a ne više kao poluvodič.

### Dopiranje n-poluvodiča
Svrha dopiranja n-poluvodič je da se stvori mnoštvo pokretnih elektrona ili elektrona nosioca u materijalu. Kao pomoć u razumijevanju kako se postiže dopiranje n-poluvodiča razmotrit ćemo na primjeru silicija (Si). Atom silicija ima četiri valenta elektrona, od kojih je svaki kovalentno vezan za jedan od četiri elektrona susjednog atoma silicija. Ako se u kristalnu rešetku umjesto atoma silicija ugradi atom s pet valentnih elektrona (grupa V u periodnom sustavu elemenata, npr. fosfor (P), arsen (As), or antimon (Sb)), tada će atom imati četiri kovalentne veze i jedan slobodni elektron. Taj jedan slobodni elektron je dosta slabo vezan za atom i lako se može pobuditi da prijeđe u vodljivi pojas. Na uobičajenim temperaturama, svi su takvi elektroni prividno pobuđeni u vodljivi pojas. Budući da pobuđivanje takvih slobodnih elektrona ne rezultira formiranjem šupljina, broj elektrona u takvom materijalu daleko premašuje broj šupljina. U ovom slučaju elektroni su većinski nosioci, a šupljine su manjinski nosioci. Zbog toga što peterovalentni atomi imaju dodatni elektroni za doniranje, oni se nazivaju atomi donori (donorski atomi). Primijetite da nijedan pokretni elektron unutar poluvodiča nikad nije daleko od nepokretnog pozitivno dopiranog iona, i n-dopirani materijal uglavnom ima neto vrijednost električnog naboja jednaku nuli.

### Dopiranje p-tipa
Svrha dopiranja p-tipa je stvaranje mnoštva šupljina. U slučaju silicija se u kristalnoj rešetci nadomješta trovalentni atom (kao što je bor). Rezultat je da nedostaje jedan od četiri kovalentne veze uobičajene u rešetci silicija. Na taj način atom dopanda može prihvatiti elektron iz atoma vezanog u susjednu kovalentnu vezu za popunjavanje četvrte veze. Takvi se dopandi nazivaju akceptori. Atomi dopanda prihvaćaju elektrone, uzrokujući nedostatak jedne veze sa susjednim atomom što rezultira formiranjem šupljine. Pojedina šupljina je povezana s okolnim negativno nabijenim ionom dopanda pa poluvodič ostaje električki neutralan kao cjelina. Jednom kad je šupljina odlutala unutar rešetke, jedan proton u atomu će biti izložen, na mjestu gdje je prije bila šupljina, i neće ga više biti moguće prebrisati drugim elektronom. Iz tog razloga se šupljina ponaša kao nosioc pozitivnog naboja. Kada je dodan dostatno velik broj atoma akceptora, broj šupljina uvelike nadmašuje broj termalno pobuđenih atoma. Zbog toga su u materijalima p-tipa šupljine većinski nosioci, dok su elektroni manjinski nosioci. Plavi dijamanti (tipa IIb), koji sadrže bor (B) kao nečistoću, su primjer prirodnog nastajanja p-tipa poluvodiča.

### Koncentracije nosioca
Kad je poluvodič dopiran, koncentracija njegovih većinskih nosioca je veća od koncentracije intrinsičkih nosioca za faktor koji ovisi o razini dopiranja. Ipak, umnožak koncentracija većinskih i manjinskih nosioca i dalje ostaje jednaka kvadratu koncentracije intrinsičkih nosioca. Na primjer, razmotrimo intrinsički poluvodič na temperaturi na kojoj je ukupna koncentracija manjinskih i većinskih nosioca (šupljina i elektrona) jednaka 1013/cm3. Ako je poluvodič n-dopiran na 1016/cm3, tada će koncentracija šupljina biti 1010/cm3. To proizlazi iz toga da je koncentracija manjinskih nosioca u dopiranom poluvodiču ovisna o temperaturi na kvadrat mjere koncentracije nosioca u intrinsičkom poluvodiču, dok je koncentracija većinskih nosioca praktički fiksirana na razinu određenu dopiranjem.

## P-N spojevi
P-N spoj se može stvoriti dopiranjem susjednih područja poluvodiča s p-tipom i n- tipom donora. Ako je pozitivni napon polarizacije spojen na sloj p-tipa tada su dominantni pozitivni nosioci (šupljine) gurnute prema spoju. Istovremeno, dominantni negativni nosioci (elektroni) u materijalu n-tipa su privučeni prema spoju. Sve dok postoji mnoštvo nosioca na spoju, spoj se ponaša kao vodič, i napon spojen na krajevima p-n spoja stvara struju. Kako su oblaci šupljina i elektrona primorani da se preklapaju, elektroni padaju u šupljine i postaju dio populacije nepomičnih kovalentnih veza. Međutim, ako je polarizacijski napon okrenut, šupljine i elektroni su odvučeni od spoja. Stoga se na spoju stvara vrlo mali broj novih parova elektron/šupljina, postojeći slobodni nosioci su natjerani da ostave osiromašeni sloj, (koji je vrlo uzak i nalazi se između p i n sloja); područje razmjerno nevodljivog silicija. Reverzni napon polarizacije stvara samo vrlo malu struju (struja curenja) kroz spoj. P-n spoj je osnova elektroničke komponente koja se zove dioda, koja omogućava tok električnog naboja u samo jednom smjeru. Slično se može dopirati i treće područje poluvodiča, dopiranjem n-tipa ili p-tipa se formira komponenta s tri izvoda, kao što je bipolarni spojni tranzistor (koji može biti p-n-p ili n-p-n).
Kada se u osiromašenom području korištenjem zračenja ionizira, prethodno električki stvoren, par elektron/šupljina dvije novonastale slobodne nabijene čestice će biti izbačene iz osiromašenog područja. Nakon što je u osiromašenom području stvoren par elektron/šupljina, šupljina će pod utjecajem električnog polja biti potjerana prema području p-tipa, dok će isto tako pod utjecajem električnog polja, elektron biti potjeran prema području n-tipa. Pomicanje ovih nosioca naboja stvara malu struju koju se može mjeriti i analizirati.
Za masovnu proizvodnju su nužni poluvodiči s predvidljivim i pouzdanim električkim svojstvima. Razina potrebne kemijske čistoće je ekstremno visoka zbog toga što prisutnost nečistoća i u vrlo malim razmjerima može imati vrlo velike efekte na svojstvima materijala. Isto tako je potreban i visok stupanj savršenosti kristalne rešetke zbog toga što se greške u kristalnoj strukturi upliću u poluvodička svojstva materijala. Greške u kristalnoj rešetci su glavni uzrok manjkavosti poluvodičkih uređaja. Što je veći kristal to je teže postići potrebno savršenstvo. Današnji procesi masovne proizvodnje koriste kristalne šipke promjera između 10 i 300 mm koje se oblikuju kao valjci i režu se u wafere (tanke kriške).

## Tražena čistoća i perfekcija poluvodičkih materijala
Zbog tražene razine kemijske čistoće i perfekcije u kristalnoj strukturi koje su potrebne za proizvodnju poluvodičkih elemenata, razvijene su specijalne metode za proizvodnju početnih poluvodičkih materijala. Za postizanje visoke čistoće koristi se tehnika uzgoja kristala koja koristi Czochralski-jev proces. Dodatni korak koji se koristi za daljnje povećanje čistoće je poznat kao zonsko čišćenje. Kod zonskog čišćenja se omekšava dio tvrdog kristala. Nečistoće se nastoje koncentrirati u omekšano područje, dok se željeni materijal ponovno kristalizira ostavljajući čvrsti materijal čišćim i s manje grešaka u rešetci.

## Pogledaj
- Dioda
- Tranzistor